# Зерендинський район
Зеренди́нський район (каз. Зеренді ауданы, рос. Зерендинский район) — адміністративна одиниця у складі Акмолинської області Казахстану. Адміністративний центр — село Зеренда.

## Населення
Населення — 35625 осіб (2021; 40591 у 2009, 50206 в 1999, 64732 у 1989).
Національний склад (станом на 2016 рік):
- казахи — 26383 особи (66,79 %)
- росіяни — 9448 осіб (23,92 %)
- німці — 1050 осіб
- українці — 945 осіб
- татари — 466 осіб
- білоруси — 353 особи
- поляки — 238 осіб
- башкири — 108 осіб
- інгуші — 90 осіб
- марійці — 38 осіб
- молдовани — 34 особи
- корейці — 34 особи
- удмурти — 22 особи
- азербайджанці — 21 особа
- мордва — 16 осіб
- чеченці — 9 осіб
- вірмени — 4 особи
- інші — 243 особи

## Історія
Сталінський район був утворений 1928 року з центром у селі Алексієвка. 17 грудня 1930 року перейшов у пряме підпорядкування республіці.
10 березня 1932 року район увійшов до складу новоствореної Карагандинської області. 9 січня 1935 року зі складу району був виділений окремий Зерендинський район з центром у селі Зеренда.
29 липня 1936 року обидва райони увійшли до складу новоствореної Північноказахстанської області.
14 жовтня 1939 року райони увійшли до складу новоствореної Акмолинської області.
В період 1939-1944 років Сталінський район приєднано до складу Зерендинського.
15 березня 1944 року Зерендинський район увійшов до складу новоствореної Кокчетавської області.
2 травня 1997 року Кокшетауський район увійшов до складу Зерендинського. 3 травня 1997 року район передано до складу Північноказахстанської області. 8 квітня 1999 року район передано до складу Акмолинської області.

## Склад
До складу району входять 1 селищна та 1 сільська адміністрації, 20 сільських округів:
| Поселення                               | Площа, км² | Населення, осіб (1989) | Населення, осіб (1999) | Населення, осіб (2009) | Населення, осіб (2021) | Центр             | Населені пункти |
| --------------------------------------- | ---------- | ---------------------- | ---------------------- | ---------------------- | ---------------------- | ----------------- | --------------- |
| Алексієвська селищна адміністрація      | 59,54      | 4512                   | 2991                   | 2164                   | 2017                   | Алексієвка        | 3               |
| Айдабольська сільська адміністрація     | 90,51      | 1546                   | 1491                   | 1222                   | 1041                   | Айдабол           | 1               |
| Аккольський сільський округ             | 663,65     | 3421                   | 2746                   | 2497                   | 2154                   | Акколь            | 5               |
| Байтерецький сільський округ            | 562,88     | 2719                   | 1983                   | 1438                   | 1035                   | Байтерек          | 5               |
| Булацький сільський округ               | 332,38     | 3214                   | 2864                   | 2297                   | 2003                   | Єленовка          | 5               |
| Вікторовський сільський округ           | 304,72     | 3177                   | 2690                   | 2084                   | 1607                   | Вікторовка        | 3               |
| Зерендинський сільський округ           | 320,79     | 9298                   | 8383                   | 7695                   | 7667                   | Зеренда           | 3               |
| імені Канай-бі сільський округ          | 411,77     | 2053                   | 1549                   | 953                    | 703                    | Карауил-Канай-бія | 4               |
| імені Сакена Сейфулліна сільський округ | 322,41     | 4023                   | 2119                   | 1473                   | 1133                   | Бірлестік         | 4               |
| Ісаковський сільський округ             | 171,37     | 1409                   | 1538                   | 955                    | 635                    | Ісаковка          | 3               |
| Кизилегіський сільський округ           | 218,64     | 1536                   | 1177                   | 809                    | 514                    | Кизилегіс         | 3               |
| Кизилсаянський сільський округ          | 150,47     | 1742                   | 1243                   | 833                    | 496                    | Кизилсая          | 3               |
| Конисбайський сільський округ           | 323,21     | 4178                   | 2089                   | 2033                   | 2292                   | Конисбай          | 4               |
| Кусепський сільський округ              | 655,83     | 4732                   | 3640                   | 2608                   | 2166                   | Оркен             | 5               |
| Маліка Габдулліна сільський округ       | 516,06     | 2038                   | 1629                   | 1213                   | 1157                   | Маліка Габдулліна | 5               |
| Ортацький сільський округ               | 248,24     | 1496                   | 1257                   | 919                    | 772                    | Ортак             | 3               |
| Приріченський сільський округ           | 178,08     | 1542                   | 1353                   | 1063                   | 973                    | Прирічне          | 2               |
| Садовий сільський округ                 | 248,07     | 1912                   | 1582                   | 1401                   | 1517                   | Садове            | 3               |
| Сариозецький сільський округ            | 737,44     | 1492                   | 1252                   | 895                    | 643                    | Акан              | 3               |
| Сімферопольський сільський округ        | 301,12     | 2252                   | 1876                   | 1438                   | 1182                   | Сімферопольське   | 3               |
| Троїцький сільський округ               | 308,23     | 1911                   | 1792                   | 1488                   | 1005                   | Троїцьке          | 4               |
| Чаглінський сільський округ             | 520,48     | 4529                   | 3114                   | 3199                   | 2933                   | Шагалали          | 5               |

## Найбільші населені пункти
Населені пункти з чисельністю населення понад 1000 осіб:
| № | Населений пункт | Населення, осіб (1989) | Населення, осіб (1999) | Населення, осіб (2009) | Населення, осіб (2021) |
| - | --------------- | ---------------------- | ---------------------- | ---------------------- | ---------------------- |
| 1 | Зеренда         | 8 523                  | 7 698                  | 7 083                  | 7 181                  |
| 2 | Шагалали        | 3 260                  | 1 984                  | 2 270                  | 2 106                  |
| 3 | Алексієвка      | 3 810                  | 2 335                  | 1 560                  | 1 405                  |
| 4 | Єленовка        | 1 666                  | 1 575                  | 1 346                  | 1 175                  |
| 5 | Акколь          | 1 410                  | 1 121                  | 1 140                  | 1 163                  |
| 6 | Вікторовка      | 1 903                  | 1 699                  | 1 419                  | 1 141                  |
| 7 | Айдабол         | 1 546                  | 1 491                  | 1 222                  | 1 041                  |
| 8 | Оркен           | 1 660                  | 1 536                  | 1 265                  | 1 022                  |